# Lynne Perrie
Lynne Perrie (* 7. April 1931 in Rotherham, Yorkshire, England; † 24. März 2006, ebenda) war eine britische Schauspielerin.

## Leben und Karriere
Lynne Perrie stammte aus der Region Yorkshire in Nordengland. Sie begann ihre Showkarriere ab den 1950er-Jahren als Sängerin in Kabaretts und Clubs. Verschiedene Tourneen führten sie um die halbe Welt und sie trat sogar mehrmals im Vorprogramm der Beatles auf. Obwohl eigentlich keine ausgebildete Schauspielerin, erhielt sie 1969 eine größere Rolle als hilflos agierende Mutter der Hauptfigur in dem sozialkritischen Filmdrama Kes von Regisseur Ken Loach. Der Auftritt in Kes brachte ihr gute Kritiken ein, was weitere Rollenangebote für Frauenfiguren mit nordenglischem Hintergrund in Fernsehserien zur Folge hatte.
Seit 1971 spielte Perrie die Ivy Tilsley, eine römisch-katholische Fabrikarbeiterin, in der Telenovela Coronation Street. Ab Anfang der 1980er-Jahre galt ihre Figur als eine der bekanntesten der Seifenoper. 1994 ließ Perrie sich ohne Rücksprache mit dem Produzenten der Telenovela ihre Lippen aufspritzen, woraufhin sie ihre Rolle verlor, da aufgespritzte Lippen gar nicht zu ihrer Figur passten. Nach ihrem Rauswurf bei Coronation Street veröffentlichte sie bereits im Herbst 1994 ihre Memoiren unter dem Titel Secrets of the Street, in denen sie unter anderem von ihrem Alkoholismus und den vielen Affären während ihrer Ehe berichtete. In den nächsten Jahren wurde Lynne Perrie ein bekannterer Name als je zuvor, was weniger an ihrer Schauspielerei, sondern vielmehr an ihren exzentrischen und scharfzüngigen Auftritten in britischen Fernsehshows lag. 
Ab Ende der 1990er-Jahre wurde es ruhiger um die Schauspielerin, die 2006 nach längerer Krankheit im Alter von 74 Jahren an den Folgen eines Schlaganfalls verstarb. Perrie war seit 1950 verheiratet und hatte einen Sohn. Ihr jüngerer Bruder war der Komiker und Schauspieler Duggie Brown (1940–2022).

## Filmografie (Auswahl)
- 1969: Kes
- 1970: Hering und Portwein (Spring and Port Wine)
- 1970–1972: Queenie's Castle (Fernsehserie, 9 Folgen)
- 1971: Die Follyfoot-Farm (Follyfoot; Fernsehserie, Folge Stryker's Good Deed)
- 1971–1994: Coronation Street (Fernsehserie, 877 Folgen)
- 1972–1978: Crown Court (Fernsehserie, 6 Folgen)
- 1979: Yanks – Gestern waren wir noch Fremde (Yanks)
- 1994: Pussy in Boots (Fernsehfilm)